# میلتون (تنسی)
میلتون (به انگلیسی: Milton) یک منطقهٔ مسکونی در ایالات متحده آمریکا است که در شهرستان رادرفورد، تنسی واقع شده‌است. میلتون ۲۲۷٫۰۸ متر بالاتر از سطح دریا واقع شده‌است.